# Giro dell'Emilia 1924
Il Giro dell'Emilia 1924, quattordicesima edizione della corsa, si svolse il 7 settembre 1924 su un percorso di 272 km. La vittoria fu appannaggio dell'italiano Pietro Linari, che completò il percorso in 9h35'00", precedendo i connazionali Gaetano Belloni e Costante Girardengo.
I corridori che presero il via da Bologna furono 37, mentre coloro che tagliarono il medesimo traguardo furono 23.

## Ordine d'arrivo (Top 10)
| Pos. | Corridore           | Squadra         | Tempo    |
| ---- | ------------------- | --------------- | -------- |
| 1    | Pietro Linari       | Legnano-Pirelli | 9h35'00" |
| 2    | Gaetano Belloni     | Legnano-Pirelli | s.t.     |
| 3    | Costante Girardengo | Maino           | s.t.     |
| 4    | Pietro Bestetti     | Maino           | s.t.     |
| 5    | Emilio Petiva       | -               | s.t.     |
| 6    | Antonio Tecchio     | -               | s.t.     |
| 7    | Nello Ciaccheri     | -               | s.t.     |
| 8    | Angelo Gremo        | Maino           | a 7'00"  |
| 9    | Ermanno Vallazza    | Wolsit-Pirelli  | s.t.     |
| 10   | Alfredo Sivocci     | Legnano-Pirelli | s.t.     |